# باميلا جيلر
باميلا جيلر (بالإنجليزية: Pamela Geller)‏ (مواليد 14 يونيو 1958) مدونة، مؤلفة، ناشطة سياسية يهودية أمريكية ذات ميول يمينية متطرفة، عرفت بانتقادها للإسلام ومعارضة الأنشطة الإسلامية فيما يعرف "أسلمة أمريكا"، مثل بناء مركز للجالية الإسلامية بالقرب من الموقع السابق لمركز التجارة العالمي. وقالت إن المدونات والحملات الانتخابية في الولايات المتحدة وصفتها أنها ضد "زحف الشريعة "في البلاد.

## روابط خارجية
- باميلا جيلر على موقع IMDb (الإنجليزية)
- باميلا جيلر على موقع إن إن دي بي (الإنجليزية)